# Sven-David Sandström
Sven-David Sandström (Borensberg (Motala), 30 oktober 1942 - 10 juni 2019) was een Zweeds componist, musicoloog, kunsthistoricus en muziekpedagoog.

## Loopbaan
Sandström studeerde van 1963 tot 1967 kunstgeschiedenis en muziekwetenschap aan de Universiteit van Stockholm. Aansluitend studeerde hij tot 1972 compositie bij Ingvar Lidholm aan de Kungliga Musikhögskolan te Stockholm. Hij studeerde ook bij de gastprofessoren György Ligeti en Per Nørgård, die invloed hebben gehad op zijn manier van componeren.
In 1981 werd hij docent aan de Kungliga Musikhögskolan te Stockholm, waar hij in 1985 hoofddocent (met de titel "professor") werd voor compositie. Van 1995 tot 1999 was hij hier prorector. In 1999 werd  hij professor voor compositie aan de School of Music van de Indiana University te Bloomington (Indiana).
In 1983 werd hij bestuurslid van de Zweedse sectie van de International Society of Contemporary Music (ISCM). In 1994 ontving hij de Zweedse koninklijke onderscheiding Litteris et Artibus.
Hij overleed op 76-jarige leeftijd.

## Werk
Als componist trok hij in 1972 aandacht met Through and Through, dat in première ging bij het Symfonieorkest van de Zweedse Radio onder leiding van Herbert Blomstedt en twee jaar later werd uitgevoerd door het Koninklijk Concertgebouworkest in Amsterdam. Een verder richtinggevend werk was zijn Utmost voor blazersensemble uitgevoerd door de blazers van het BBC Symphony Orchestra onder leiding van Pierre Boulez in 1975.
Hij schreef ongeveer 200 werken in alle genres. Een belangrijke plaats neemt daarbij de vocale muziek in. Sandström kreeg verschillende internationale prijzen en onderscheidingen, zoals de Christ Johnson-prijs, de Nordic Council Award en de Buxtehude-prijs.

## Composities

### Werken voor orkest
- 1969: Bilder, voor slagwerk en orkest
- 1969: Intrada, voor orkest
- 1969: Sjutton bildkombinationer, voor orkest
- 1970: In the Meantime, voor kamerorkest
- 1970: Sounds from 14 strings, voor strijkers
- 1972: Through and Through, voor strijkorkest
- 1973: ... and all the flavours around: 6 Pieces, voor dwarsfluit, klarinet, viool, piano en orkest
- 1976: Culminations, voor orkest
- 1978: Agitato, voor piano en orkest
- 1979: The rest is dross, voor strijkorkest
- 1980: Concerto, voor dwarsfluit en orkest
- 1982-1983: Concerto "Lonesome", voor gitaar en orkest
- 1985: Concerto, voor viool en strijkorkest
- 1986: Overture, voor orkest
- 1987: A day — The days, voor orkest
- 1987: Concerto, voor altsaxofoon en orkest
- 1988: Concerto, voor cello en orkest
- 1988: Invigningsfanfar till Radio Swedens 50-årsjubileum, voor orkest
- 1989: Fantasia II, voor piano en strijkers
- 1990: Fantasia III, voor orkest
- 1990: Concerto, voor piano en orkest
- 1991: Symphonic piece, voor orkest
- 1992: Pieces of pieces, voor orkest
- 1993-1994: Concert, voor slagwerk en orkest
- 1994: First-pieces: overture, voor orkest
- 1995: Concerto, voor altblokfluit, klavecimbel en strijkers
- 1995: Young pieces, voor strijkorkest en symfonieorkest
- 1996: Soft music, voor klarinet, strijkers en slagwerk
- 1999: Concert pieces, voor hobo en strijkorkest
- 1999: Symfonie nr. 1, voor orkest
- 2000: Piece for orchestra no.1
- 2001: Piece for orchestra no.2
- 2001: Symfonie nr. 2 - in seven pictures, voor orkest
- 2002: Concert pieces, voor zes slagwerkers en orkest
- 2003: Concert pieces, voor tuba, strijkers en slagwerk
- 2003: Six concert pieces, voor gitaar en orkest
- 2003: Thoughts and memories, voor viool, cello en strijkorkest
- 2006: Marche funebre – Be still my child, voor klarinet en orkest
- 2006: Symfonie nr 3: "Kärlekens fyra ansikten", voor orkest
- 2007: Concerto, voor klarinet en orkest
- Fac me tecum pie flere, voor strijkorkest

### Werken voor harmonieorkest
- 1976: Con tutta forza
- 1985: Brass and drums
- 1992: Vattenmusik 1-2
- 1992: Vattenmusik 4
- 1995: Fanfar till invigningen av Milles skulptur Nacka strand

### Missen, oratoria, cantates, motetten en gewijde muziek
- 1971: Lamento, voor drie koorgroepen en vier trombones
- 1974: Dilecte mi, motet voor vrouwenkoor en mannenkoor
- 1978: Stark såsom döden: En kyrkoopera om konung David, kerk-opera voor tenor, vrouwentrio, drie danserskoren, twee sprekers, twee harpen, twee trombones en twee slagwerkers
- 1979: De ur alla minnen fallna - Missa da requiem, voor vier solisten (sopraan, alt, tenor, bariton), kinderkoor, gemengd koor, strijkorkest, piano en geluidsband
- 1980: Agnus Dei, voor gemengd koor
- 1983: Gloria, voor gemengd koor
- 1983: Our peace, motet voor drie koren en drie orgels
- 1984: Kyrie, voor gemengd koor
- 1984: Sanctus, voor gemengd koor
- 1984: Ut över slätten med en doft av hav, cantate voor sopraan, mezzosopraan, bariton, kinderkoor, gemengd, strijkers en piano
- 1985: Drömmar, cantate voor mezzosopraan, tenor, gemengd koor en orkest
- 1985: Osanna, voor dubbel gemengd koor
- 1992: Mässordinarium och Psaltarpsalm - O Guds lamm, voor gemengd koor
- 1992: Mässordinarium och Psaltarpsalm för Uppsala domkyrka Tacksägelsedagens högmässa 11 oktober 1992, voor samenzang, gemengd koor, koperkwintet en twee orgels
- 1993: Laudamus te, voor gemengd koor
- 1993: Veni Sanctus Spiritus, voor sopran en gemengd koor
- 1993-1994: High Mass, voor vijf solisten (drie sopranen, twee mezzosopranen), groot gemengd koor, orgel en groot orkest
- 1994: Christmas music, voor vier trompetten, vier hoorns, vier trombones, tuba en slagwerk
- 1994: Ave Maria, voor dubbel gemengd koor
- 1994: Ave maris stella, voor gemengd koor
- 1996: Frihetsmässa, voor sopraan, cello, gemengd koor, blazerskwintet en orgel
- 1997: Moses, oratorium (bij de herdenking van de ingebruikname 300 jaar geleden van de Dom van Oslo) voor sopraan, alt, tenor, bariton, bas, gemengd koor, orgel en orkest
- 1998: Sankt Göran och draken, voor sopraan, twee bariton, gemengd koor, cello, slagwerk, twee violen, altviool, cello, contrabas en orgel
- 2000: Credo, voor gemengd koor
- 2000: Stabat mater, voor gemengd koor en cello
- 2003: Kyrkan som tecken, voor gemengd koor
- 2003: Lobet den Herren, voor dubbel gemengd koor
- 2003: Missa cum jubilo, voor mezzosopraan, bariton, drie koren en orgel
- 2003: Singet dem Herrn, voor dubbel gemengd koor
- 2004: Juloratorium (Kerstoratorium), voor twee solisten, gemengd koor en orkest
- 2004: Ordet: en passion, passiemuziek in 3 aktes voor solisten, gemengd koor en orkest
- 2004: Psalm 139: Oh Lord, you have searched me, voor gemengd koor
- 2005: Komm Jesu, komm, voor gemengd koor
- 2005: Magnificat, voor solisten, gemengd koor en orkest
- 2005: Mässa 2006, voor gemengd koor en strijkorkest
- 2005: Sång för Immanuel, voor gemengd koor en piano
- 2006: Five pictures from the Bible
- 2008-2009: Wachet Auf, voor solisten, gemengd koor en orgel - première: 28 februari 2009, Rockefeller Memorial Chapel, Chicago
- Cum Sancto Spiritu, voor gemengd koor, orgel en orkest
- Zes motetten naar Johann Sebastian Bach
  1. Singet dem Herrn, voor achtstemmig gemengd koor
  2. Lobet den Herrn, voor achtstemmig gemengd koor
  3. Komm, Jesu, komm, voor achtstemmig gemengd koor
  4. Fürchte dich nicht, voor zesstemmig gemengd koor
  5. Jesu, meine Freude, voor zesstemmig gemengd koor
  6. Der Geist hilft unser Schwachheit auf, voor achtstemmig gemengd koor

### Muziektheater

#### Opera's
| Voltooid in | titel                                                                                        | aktes              | première                                                         | libretto                                            |
| ----------- | -------------------------------------------------------------------------------------------- | ------------------ | ---------------------------------------------------------------- | --------------------------------------------------- |
| 1973        | På Finsta sommaren år 1316 (Birgittamuziek Nr. 1) (In Finsta, in de zomer van het jaar 1316) |                    | 1973, Vadstena Vadstenaakademie                                  | Sivar Arnér                                         |
| 1978        | Hasta o älskade brud (Ijl, o geliefde bruid)                                                 | proloog en 2 aktes | 1984, Zweedse televisie                                          | Erik Johan Stagnelius                               |
| 1982        | Slottet det vita (Het witte kasteel)                                                         |                    | 1984, Stockholm                                                  | Tormod Haugen                                       |
| 1996        | Staden (De stad)                                                                             | 2 aktes            | 1998, Stockholm, Kungliga Operan (Koninklijke opera)             | Katarina Frostenson                                 |
| 2001        | Jeppe                                                                                        | 2 aktes            | 2001, Stockholm                                                  | Claes Fellbom, naar Ludvig Holberg                  |
| 2008        | Batseba                                                                                      |                    | 13 december 2008, Stockholm, Kungliga Operan (Koninklijke Opera) | Leif Janzon, naar Torgny Lindgrens roman "Bat Seba" |

#### Balletten
| Voltooid in | titel                                   | aktes        | première        | libretto | choreografie |
| ----------- | --------------------------------------- | ------------ | --------------- | -------- | ------------ |
| 1985        | Admorica = Det stora vemodet            |              |                 |          |              |
| 1985        | Convivere                               |              | 1985, Stockholm |          |              |
| 1986        | Nimrud                                  |              | 1987, Göteborg  |          |              |
| 1988        | Den elfte gryningen (De elfde dageraad) |              | 1988, Stockholm |          |              |
| 1991        | Ayas öga - Balettverk för Per Jonsson   | 15 taferelen |                 |          |              |

#### Toneelmuziek
- 1980: Ett drömspel: Skådespelsmusik, voor het toneelstuk van August Strindberg

### Werken voor koren
- 1969: Invention, voor vier sopranen, vier alt, vier tenoren en vier bassen
- 1971: Dialog(er), voor dubbel-mannenkoor
- 1972: Herrens nåd, voor gemengd koor
- 1972: Tre dikter, voor gemengd koor (met solo)
- 1978: A Cradle Song – The Tyger: Two poems, voor gemengd koor - tekst: Tomas Tranströmer, Tobias Berggren, William Blake, "Psalms of David", "the Revelation of St. John"
- 1978: Spring; Introduction; Earth’s answer: Three poems, voor gemengd koor
- 1978: Tystnar ofta nog vår sång, voor achtstemmig gemengd koor, harmonieorkest, cymbalon en samenzang
- 1980: En ny himmel och en ny jord = A new heaven and a new earth, voor gemengd koor
- 1980: Läge januari 1980, koorfantasie over Gustaf Dübens melodie Jesus är min vän den bäste, voor gemengd koor
- 1980: Three poems by William Blake, voor gemengd koor
- 1981: Introduction, voor mannenkoor
- 1983: Inkräktare i paradiset, voor gemengd koor
- 1984: Tre stycken, voor mannenkoor
- 1986: Es ist genug, Herr, voor zestienstemmig gemengd koor
- 1986: Hear My Prayer, O Lord, voor gemengd koor
- 1987: 24 romantiska etyder - Etyd nr 4 som i e-moll, voor gemengd koor
- 1987: O me felicem, voor mannenkoor
- 1992: 7 digte af Poul Borum, voor gemengd koor
- 1994: Nobelmusik, voor gemengd koor, blazerskwintet en orgel
- 1995: Ultreia, voor zesstemmig gemengd koor
- 1996: April och tystnad, voor gemengd koor
- 1998: Chrysaëtos, voor spreker, gemengd koor en harp
- 1999: I det gula, voor gemengd koor en slagwerk
- 2003: Stundtals är min väg så enslig, voor gemengd koor
- 2005: Haikudikter IX, voor mannenkoor
- En Ny Himmel Och Ny Jord, voor gemengd koor

### Vocale muziek
- 1971: Visst, voor sopraan, vrouwen-/kinderkoor, mannenkoor, blaasorkest, poporkest en een groep violen
- 1972: Just a bit, voor sopraan, fagot, viool en harp
- 1973: Vad söker då våra själar, voor mezzosopraan, trombone, marimba, piano en cello
- 1974: The lost song, voor sopraan en piano
- 1975: Two love songs for Kerstin and Kristine, voor mezzosopraan, cello en piano
- 1976: Expression, voor mezzosopraan, cello, piano (vierhandig) en geluidsband
- 1979: Tystnaden: Diktcykel, voor spreker, tenor en veertien strijkers
- 1981: Nu dricker jag dig till: Scen, voor mezzosopraan eh piano
- 1984: Ut över slätten med en doft av hav, voor vier solisten, gemengd koor, kinderkoor en orkest
- 1989: Tre sånger, voor mezzosopraan, viool en piano
- 1990: Sånger om kärlek, voor sopraan en orkest
- 1997: In dulci jubilo, voor sopraan, mezzosopraan, alt, tenor, bariton en bas
- 1998: Se öarna, voor mezzosopraan en blazerskwintet
- 1999-2000: From Mölna Elegy, voor sopraan en pianotrio
- 2002: Längtans segel, voor mezzosopraan, mannenkoor en orkest
- Hasta, O älskade brud, voor mezzosopraan, tenor en bariton, strijkkwartet en 4 dansers

### Kamermuziek
- 1968: Musik für fünf Streicher
- 1969: Concertato, voor cello, trombone en slagwerk
- 1969: Stråkkvartett -69, voor strijkkwartet
- 1969: Tre satser (Drie bewegingen), voor koperkwartet
- 1970: Disturbances, voor blazerssextet
- 1970: Färgblandning, voor balzerskwintet
- 1970: Jumping excursions, voor klarinet, cello, trombone en cymbal
- 1970: Mosaic, voor strijktrio
- 1971: Around a line, voor strijkers en piano
- 1971: Concentration, voor twee dwarsfluiten, twee altfluiten, twee trompetten, twee trombones en vier contrabassen
- 1971: Under the surface, voor zes trombones
- 1972: Close to..., voor klarinet en piano
- 1972: Out of, voor viool en fagot
- 1973: Six character-pieces, voor dwarsfluit/piccolo, hobo, hoorn, slagwerk, trombone, twee violen en contrabas
- 1974: Inside, voor bastrombone en piano
- 1974: In the shadow of, voor piano, crotales, klokken, bells, wind chimes en cello
- 1974: Ratio, voor tuba en grote trom
- 1975: Utmost voor dwarsfluit, hobo, cello, fagot, hoorn, trompet, trombone, tuba en twee slagwerkers
- 1979: Break this heavy chain that does freeze my bones around, voor twee fagotten
- 1979: Fanfar, voor zes tuba's
- 1981: Behind, voor strijkkwartet
- 1985: Moments musicaux, voor saxofoonkwartet
- 1985: Den leende hunden: Ett dansverk, voor drie cello, drie slagwerkers en geluidsband
- 1986: Chained, voor 12 slagwerkers en 4 piano's
- 1986: Farewell, voor strijkkwartet
- 1987: The slumberous mass, voor vier trombones
- 1988: Dance 3, voor drie cello's
- 1989: Colt, voor 4 slagwerkers en vier contrabassen
- 1989: Pieces, voor viool en piano
- 1989: Within, voor acht trombones en slagwerk
- 1990: Free Music, voor dwarsfluit en slagwerk
- 1990: Free music II, voor piano en slagwerk
- 1991: Heavy metal, voor koperkwintet
- 1993: Brasskvintett, voor koperkwintet
- 1993: Processionsmusik, voor blazerskwintet
- 1994: Pieces for saxophones, voor saxofoonkwartet
- 1995: Music for Rambert dance company, voor twee trompetten, twee slagwerkers en piano
- 1996: Wind pieces, voor blazerskwintet
- 2004: Three pieces, voor vier trombones en tuba
- 2008: It´s very late, voor strijksextet

### Werken voor orgel
- 1973: The way
- 1975: Openings
- 1980: Libera me
- 1994: Tre koralförspel
- Det finns djup I Herrens godhet
- Halleluja! Sjung om Jesus
- Min Gud, nar jag betanker

### Werken voor piano
- 1972: Concentration 2, voor twee piano's
- 1972: High above
- 1981: Introduction - Out of memories - Finish, voor twee piano's
- 1982: Blinded
- 1984: The fallen light
- 1989: Fantasia I
- 1989: Fantasia II, voor pianotrio

### Werken voor klavecimbel
- 1973: Against the white wall

### Werken voor gitaar
- 1972: Surrounded
- 1980: Away from
- 2003: Four pieces

### Werken voor slagwerk
- 1974: Metal, metal, voor vier slagwerk-groepen
- 1984: The last fight, voor slagwerkensemble
- 1987: Dance 1
- 1992: Pieces of wood
- 1995: Kroumata Pieces, voor slagwerkensemble
- 1998: Spring music for Kroumata
- Drums

### Filmmuziek
- 1984: Äntligen!
- 1991: Facklorna (tv)
- 1996: Ett Sorts Hades (tv)
- 1998: Staden (tv)
- 1999: Gertrud (tv)